# Cercanías Málaga
A Cercanías Málaga a Spanyolországban található Málaga elővárosi vasúthálózata, mely jelenleg 2 vonalból és 26 állomásból áll. Üzemeltetője a RENFE.

## Története
1908-ban  Ferrocarriles Suburbanos de Málaga vasúttársaság megnyitotta az első vasútvonal Malaga és Vélez-Málaga között, a vonalat később meghosszabbították Ventas de Zafarrayáig, majd Coín és Fuengirola között is épült vonal. Ez a vasút 1000mm-es nyomtávval épült.  1960 és 1968 között bezárták a vonalat. Ezt követően az ibériai nyomtávolságnak megfelelően átépítették a vasúthálózatot és 1975-re megépítették a Malagát Fuengirolával és a malagai repülőtérrel összekötő vasútat, ami Cercanías Malaga néven neveztek újra.

## Állomások

### Line C-1 Malaga - Airport - Fuengirola
A Line C-1 Costa del Sol-ba vezet. A járatok félóránként közlekedtek, 2011. szeptember 22-től már 20 percenként járnak.
Hosszútávú tervek között szerepel a vonal meghosszabbítása Estepona-ig nyugati irányba és Nerja-ig keleti irányba.
A jelenlegi állomások:
- Centro-Alameda átszállási lehetőség a Metro de Málaga-ra
- María Zambrano átszállási lehetőség a Córdoba–Málaga nagysebességű vasútvonalra és a Metro de Málaga-ra
- Victoria Kent (lásd Victoria Kent)
- Guadalhorce
- Aeropuerto átszállási lehetőség a Metro de Málaga-ra
- San Julián (törölve)
- Plaza Mayor
- Los Álamos
- La Colina
- Torremolinos
- Montemar-Alto
- El Pinillo
- Benalmádena-Arroyo de la Miel
- Torremuelle
- Carvajal
- Torreblanca
- Los Boliches
- Fuengirola

### Line C-2 Málaga - Álora
Line C-2 fut Málagán kívül Álora-ba.
Állomások:
- Centro-Alameda
- María Zambrano
- Victoria Kent
- Los Prados
- Campanillas
- Cártama
- Aljaima
- Pizarra
- Álora

## Jövőbeli tervek
A C1-es vonalt a jövőben meghosszabbítanák Fuengirolától Marbelláig és Estiponáig. 2018 januárjában három lehetséges útvonalat tettek közé, a hosszabbítás költsége 2 és 3,8 milliárd euró lenne. 2022-ben Andalúzia parlamentje 2 milliárd eurónyi összeget kért lehívásra az EU Kohéziós alapjából a spanyol kormánytól, hogy a vonalat egészen Algecirászig meg lehessen építeni. A projektben a vonalat beintegrálnák az AVE nagysebességű vasúti rendszerbe is.
Egy másik tervben A C1 vonalat meghosszabbítanák Malagától keletre, amivel Nerjáig eljutna a vasút.